# Tòa thị chính Namysłów
Tòa thị chính Namysłów được xây dựng vào nửa cuối thế kỷ XIV. Trước đây được xây dựng theo phong cách kiến trúc Gothic nhưng sau đó được xây dựng theo phong cách Phục hưng, năm 2002 tòa thị chính được cải tạo. Ngày nay, nó được công nhận là một trong những điểm di sản văn hóa đẹp nhất ở Namysłów. Tòa thị chính là tòa nhà chính trong quảng trường phố cổ nằm trong thành phố, tọa lạc ở trung tâm của quảng trường. Tòa thị chính đã được thêm vào danh sách Di sản văn hóa đã đăng ký với vị trí 939/64 vào năm 1964.

## Kiến trúc
Tòa thị chính Namysłów được xây dựng bằng gạch và từ góc nhìn của mắt chim giống như hình chữ L. Tòa nhà chính có hai cấp độ. Tòa tháp ở phần dưới có bốn mặt và nửa trên có tám mặt, nơi có một lối đi với các tháp nhọn. Ngọn tháp hình bát giác có hình dạng theo kiến trúc Baroque và được làm từ một tấm đồng và trên đỉnh có một vòng bi.

## Tòa thị chính hôm nay
Tòa thị chính Namysłów là trụ sở của chính quyền thành phố tại Namysłów và các tổ chức và chính quyền khác nhau: chi nhánh ZUS, Văn phòng công tố viên thường trú Kluczbork, công chứng viên, và nhà hàng Pod Aniołami. Mỗi ngày vào lúc 12:00 từ tòa thị chính, có một dàn nhạc kèn Namysłów cất lên với ba chiếc kèn trumpet được sáng tác bởi Eugeniusz Odoj.